# أدريان إليسون
أدريان إليسون (بالإنجليزية: Adrian Ellison) هو موجه قوارب ‏ بريطاني، ولد في 11 سبتمبر 1958 في سوليهل في المملكة المتحدة.

## وصلات خارجية
- أدريان إليسون على موقع الاتحاد الدولي للتجديف (الإنجليزية)
- أدريان إليسون على موقع اللجنة الأولمبية الدولية (الإنجليزية)
- أدريان إليسون على موقع أوليمبيديا (الإنجليزية)
- أدريان إليسون على موقع اتحاد ألعاب الكومنولث (مؤرشف) (الإنجليزية)